# سرعة (فلم)
سبيد هو فيلم حركة أمريكي إخراج جان دي بونت وبطولة ساندرا بولوك وكيانو ريفز ودينيس هوبر، صدر الفيلم في 10 يونيو 1994.

## قصة الفيلم
يتحدث الفيلم عن قنبلة مزروعة في إحدى الحافلات تم صنعها بطريقة محترفة عن طريق صانع محترف فيقوم كيانو ريفز بإنقاذ من كانوا بالحافلة وعندئذ ساعدته ساندرا بولوك لكنه يتعرض لبعض المشاكل التي تلحق به الأذى والإضرار بحياته ثم يقومون بخطف حبيبته بعد أن أنقذ الحافلة على يد الصانع المحترف بغرض المال.

## روابط خارجية
- مقالات تستعمل روابط فنية بلا صلة مع ويكي بيانات